# 金祿
金禄（1463年—？），字天爵，江西南昌府新建县人，民籍，明朝政治人物。

## 生平
弘治二年（1489年）己酉科江西鄉試第十名舉人。弘治十二年（1499年）中式己未科會試第一百五十九名，三甲第一百二十七名進士。授山东益都县知县，官府同知。

## 家族
曾祖金宣哲，驿丞；祖金希肅；父金子美。母闕氏。慈侍下。兄顯、山、理；弟象。